# Pascal Macher
Pascal Macher (* 6. April 2001) ist ein österreichischer Fußballspieler.

## Karriere

### Verein
Macher begann seine Karriere beim Wiener Sportklub. 2014 kam er in die Jugend des FK Austria Wien, bei dem er später auch in der Akademie spielte. Im September 2017 debütierte er für die Zweitmannschaft der Austria in der Regionalliga, als er am achten Spieltag der Saison 2017/18 gegen den SKU Amstetten in der 81. Minute für Manprit Sarkaria eingewechselt wurde. Zu Saisonende stieg er mit Austria II in die 2. Liga auf.
Sein Debüt in der zweithöchsten Spielklasse gab er im Juli 2018, als er am ersten Spieltag der Saison 2018/19 gegen die Kapfenberger SV in der 66. Minute für David Cancola ins Spiel gebracht wurde. In vier Spielzeiten bei der zweiten Mannschaft der Austria kam er zu insgesamt 48 Zweit- und Regionalligaeinsätzen. Zur Saison 2021/22 wechselte er innerhalb der 2. Liga zum SV Horn, bei dem er einen bis Juni 2023 laufenden Vertrag erhielt. Für Horn kam er zu 29 Zweitligaeinsätzen, ehe er den Klub nach der Saison 2022/23 wieder verließ.
Nach einem halben Jahr ohne Verein kehrte er im Februar 2024 zum Regionalligisten Wiener Sport-Club zurück, bei dem er einst seine Karriere begonnen hatte.

### Nationalmannschaft
Macher spielte 2015 erstmals für eine österreichische Auswahl. Im Oktober 2017 kam er gegen Luxemburg zu seinem ersten Einsatz für die U-17-Mannschaft.
Im September 2018 spielte er gegen Rumänien erstmals für die U-18-Auswahl. Im September 2019 kam er gegen Lettland erstmals für die U-19-Mannschaft zum Einsatz.